# Ehime Football Club
Maillots
Actualités
Le Ehime FC (愛媛ＦＣ) est un club japonais de football basé à Matsuyama dans la préfecture d'Ehime. Le club évolue en J.League 2.

## Historique
Fondé en 1970 sous le nom de Matsuyama Soccer Club. En 2001, le nom de l'équipe a été changé en Ehime FC, et en 2006, il rejoint la J.League avec la J.League 2. En 2021 après 15 ans en deuxième division le club finit 20e et est relégué pour la première fois en J.League 3. C'est après deux saisons en J.League 3 (avec une septième place en 2022) que c'est lors de la saison 2023 que le club gagne son premier titre en remportant la J.League 3.
L'emblème incorpore les montagnes Ishizuchi, qui est le symbole d'Ehime, dans le cadre du bouclier, et le rouge-gorge, un oiseau préfectoral, tient fermement le ballon au centre. En arrière-plan, une vague rappelant la mer intérieure de Seto est également représentée.

## Palmarès
| Compétitions nationales                                                                                    | Compétitions internationales |
| - Championnat du Japon de D3 (1) - Champion : 2023 - Championnat du Japon de D4 (0) - Vice-champion : 2005 | - Néant                      |

## Joueurs et personnalités du club

### Entraîneurs
Le tableau suivant présente la liste des entraîneurs du club depuis 2005.
| Rang | Nom                | Période   |
| ---- | ------------------ | --------- |
| 1    | Kazuhito Mochizuki | 2005-2009 |
| 2    | Ivica Barbarić     | 2009-2012 |
| 3    | Kiyotaka Ishimaru  | 2013-2015 |

| Rang | Nom            | Période   |
| ---- | -------------- | --------- |
| 4    | Takashi Kiyama | 2015-2017 |
| 5    | Shuichi Mase   | 2017-2018 |

| Rang | Nom             | Période   |
| ---- | --------------- | --------- |
| 6    | Kenta Kawai     | 2018-2021 |
| 7    | Shigenari Izumi | 2021      |

| Rang | Nom                | Période   |
| ---- | ------------------ | --------- |
| 8    | Noritada Saneyoshi | 2021-2022 |
| 9    | Kiyotaka Ishimaru  | 2022-     |

## Bilan saison par saison
Ce tableau présente les résultats par saison du Ehime FC dans les diverses compétitions nationales depuis la saison 2006.
| Saison | Championnat | Championnat | Championnat | Championnat | Championnat | Championnat | Championnat | Championnat | Championnat | Championnat | Coupe du Japon      | Coupe de la Ligue |
| Saison | Division    | Pos         | Pts         | J           | V           | N           | D           | BP          | BC          | Diff.       | Coupe du Japon      | Coupe de la Ligue |
| ------ | ----------- | ----------- | ----------- | ----------- | ----------- | ----------- | ----------- | ----------- | ----------- | ----------- | ------------------- | ----------------- |
| 2006   | J2 League   | 9e          | 53          | 48          | 14          | 11          | 23          | 51          | 63          | -12         | 4e tour             | -                 |
| 2007   | J2 League   | 10e         | 45          | 48          | 12          | 9           | 27          | 39          | 66          | -27         | Quarts de finale    | -                 |
| 2008   | J2 League   | 14e         | 37          | 42          | 9           | 10          | 23          | 39          | 66          | -27         | 4e tour             | -                 |
| 2009   | J2 League   | 15e         | 47          | 51          | 12          | 11          | 28          | 54          | 80          | -26         | 2e tour             | -                 |
| 2010   | J2 League   | 11e         | 48          | 36          | 12          | 12          | 12          | 34          | 34          | 0           | 2e tour             | -                 |
| 2011   | J2 League   | 15e         | 44          | 38          | 10          | 14          | 14          | 44          | 54          | -10         | 4e tour             | -                 |
| 2012   | J2 League   | 16e         | 50          | 42          | 12          | 14          | 16          | 47          | 46          | +1          | 2e tour             | -                 |
| 2013   | J2 League   | 17e         | 47          | 42          | 12          | 11          | 19          | 43          | 52          | -9          | 2e tour             | -                 |
| 2014   | J2 League   | 19e         | 48          | 42          | 12          | 12          | 18          | 54          | 58          | -4          | Huitièmes de finale | -                 |
| 2015   | J2 League   | 5e          | 65          | 42          | 19          | 8           | 15          | 47          | 39          | +8          | 3e tour             | -                 |
| 2016   | J2 League   | 10e         | 56          | 42          | 12          | 20          | 10          | 41          | 40          | +1          | 3e tour             | -                 |
| 2017   | J2 League   | 15e         | 51          | 42          | 14          | 9           | 19          | 54          | 68          | -14         | 3e tour             | -                 |
| 2018   | J2 League   | 18e         | 48          | 42          | 12          | 12          | 18          | 34          | 52          | -18         | 2e tour             | -                 |
| 2019   | J2 League   | 19e         | 42          | 42          | 12          | 6           | 24          | 46          | 62          | -16         | 2e tour             | -                 |
| 2020   | J2 League   | 21e         | 34          | 42          | 8           | 10          | 24          | 38          | 68          | -30         | -                   | -                 |
| 2021   | J2 League   | 20e         | 35          | 42          | 7           | 14          | 21          | 38          | 67          | -29         | 1er tour            | -                 |
| 2022   | J3 League   | 3e          | 66          | 34          | 21          | 3           | 10          | 55          | 39          | +16         | -                   | -                 |
| 2023   | J3 League   | 1er         | 73          | 38          | 21          | 10          | 7           | 59          | 48          | +11         | -                   | -                 |
| 2024   | J2 League   | 17e         | 40          | 38          | 10          | 10          | 18          | 41          | 69          | -28         | 4e tour             | 1er tour          |
| Saison | Division    | Pos         | Pts         | J           | V           | N           | D           | BP          | BC          | Diff.       | Coupe du Japon      | Coupe de la Ligue |
| Saison | Championnat |             |             |             |             |             |             |             |             |             | Coupe du Japon      | Coupe de la Ligue |